# Cornelia Ștefănescu
Cornelia Ștefănescu, născută Cornelia Smădescu, (n. 11 noiembrie 1928, Caransebeș, jud. Severin – d. 28 iulie 2010) a fost un critic și istoric literar român.

## Biografie
S-a născut în jud. Severin ca fiică a ofițerului Traian Smădescu și a soției sale, Emilia
(n. Pîrvu), primind la naștere numele Cornelia Smădescu. A copilărit la Teiuș într-o casă ce a aparținut pictorului Corneliu Baba. A urmat școala primară (1935-1939) și liceul (1939-1947) la Caransebeș, apoi Facultatea de Filologie a Universității din București (1947-1951). A obținut în 1957 titlul de doctor în filologie, cu o teză despre prozatorul Spiridon Popescu, elaborată sub îndrumarea profesorului George Călinescu.
După absolvirea studiilor superioare, a lucrat ca bibliotecară (1951-1952) și șef serviciu (1952-1953) la Biblioteca Academiei Române, apoi, din 1957, cercetător la Institutul de Istorie Literară și Folclor, devenit apoi Institutul de Istorie și Teorie Literară „G. Călinescu”. A condus Sectorul de literatură comparată al aceluiași institut din 1974 până în 1994.
S-a căsătorit în 1953 cu inginerul Vladimir Ștefănescu, fiind cunoscută de atunci drept Cornelia Ștefănescu. A suferit un accident vascular cerebral de tip ischemic la sfârșitul anului 2003, ce a determinat o paralizie a jumătății drepte a corpului și a împiedicat-o să-și continue activitatea. În anul 2008, la împlinirea vârstei de 80 de ani, Primăria municipiului Caransebeș i-a acordat titlul de „Cetățean de onoare”, dar nu s-a putut deplasa pentru a participa la acea festivitate, fiind reprezentată de soțul ei. Cu acea ocazie, Primăria Caransebeș și Casa de Cultură „George Suru” au editat un volum omagial. A decedat pe 28 iulie 2010.

## Activitatea literară
Cornelia Ștefănescu a debutat publicistic în anul 1951 în revista Viața Românească , colaborând cu articole și studii în revistele România literară, Secolul 20, Luceafărul, Manuscriptum, Studii și cercetări de istorie literară și folclor, Revista de istorie și teorie literară etc. A fost membru al colegiului redacțional al revistelor Synthesis și Jurnalul Literar.
A debutat editorial cu monografia Mihail Sebastian (1968), apoi a mai publicat volumele Momente ale romanului (1973), Sub scutul soarelui (1985), Ritmuri în piatră (1988); G. Călinescu sau „seriozitatea glumei estetice” (1996), Destinul unei întâlniri. Marcel Proust și românii (2001) și Traiectorii (2003). A îngrijit ediții ale operelor lui Mihail Sebastian (1969; 1972), Ion Călugăru (1971) și George Călinescu (1974) și a scris prefețele unor ediții ale operelor lui I. L. Caragiale, N. D. Cocea, Mihail Sadoveanu, Valeriu Ciobanu și Marcel Proust. A publicat lucrarea colectivă Bibliografia relațiilor literaturii române cu literaturile străine în periodice (1859-1918), I-III (1980-1985), coordonată împreună cu Ioan Lupu, și a mai participat la elaborarea următoarelor cinci volume ale lucrării, referitoare la perioada 1919-1944 și care au apărut între anii 1997-2003. A ordonat cronologic și tematic „fișele de lucru” folosite de George Călinescu pentru documentarea ce a precedat scrierea romanului Scrinul negru și a publicat ulterior volumul „Dosarul” Scrinului negru (1977), o lucrare de un interes istorico-literar major. A obținut în 1982 Premiul „B.P. Hașdeu” al Academiei Române pentru lucrarea Bibliografia relațiilor literaturii române cu literaturile străine în periodice (1859-1918).
Monografia Mihail Sebastian este un studiu riguros de istorie literară ce încearcă să stabilească evoluția literară a scriitorului în contextul unei perioade tulburi. Volumul Momente ale romanului. Modele, continuitate, neprevăzut este alcătuit din mai multe studii care urmăresc evoluția romanului european, cu accent pe romanul francez modern de la Eugène Sue, Victor Hugo, Émile Zola și Marcel Proust până la François Mauriac și Michel Butor. Cartea „George Călinescu sau „Seriozitatea glumei estetice” conține un studiu ce evocă personalitatea profesorului și câteva sinteze monografice despre viața și opera lui George Călinescu. Volumele Sub scutul soarelui și Ritmuri în piatră sunt un amestec de reportaj cultural în spațiul mediteranean și reflecții referitoare la scriitorii români ce au trecut prin acele locuri.

## Opera
- Mihail Sebastian, București, 1968;[5]
- Momente ale romanului. Modele, continuitate, neprevăzut, București, 1973;
- Bibliografia relațiilor literaturii române cu literaturile străine în periodice (1859-1918), I-III, coordonator, București, 1980-1985;
- Sub scutul soarelui, București, 1985;
- Ritmuri în piatră, Timișoara, 1988;
- G. Călinescu sau „seriozitatea glumei estetice”, București, 1996;
- Destinul unei întâlniri. Marcel Proust și românii, București, 2001;
- Traiectorii, București, 2003.

## Traduceri
- Jean-Pierre Richard, Poezie și profunzime, București, 1994;
- Alexandre Dumas tatăl, Fiul condamnatului, București, 1994;
- Ch. Severin (N. I. Herescu), Agonie fără moarte, I-II, București, 1998-1999;
- Vintilă Horia, Introducere în istoria filosofiei române moderne, București, 1999;
- Sorana Gurian, Ochiurile rețelei, București, 2002;
- René Eucher, Hoinar în veac, București, 2003.